# MECE原则
MECE原则或稱MECE分析法，即所谓“不重不漏”，是把一些事物分成互斥（ME）的类别，并且不遗漏其中任何一个（CE）的分类方法。该原则于20世纪60年代末由麦肯锡公司的芭芭拉·明托（Barbara Minto）提出，以辅助说明她的“明托金字塔原理”，但这种思想的起源最早可以追溯到亚里士多德。
MECE原则在进行商业计划的过程中很有用。在这一过程中，信息分类的最佳效果客观存在，且分类效果最佳时不会把任何信息分入两个不同的种类。可以使用MECE原则的一个案例是，将人们分成年龄不同的几类（已知他们各自的精确出生年份）。不能使用MECE原则的一个案例是，将人们分成国籍的几类（因为有些人没有国籍或具有两种及以上的国籍）。

## 常见用法
战略顾问使用MECE原则将客户复杂的问题分解成条理清楚的处理流程，以便于他们将分工任务分发给参与项目的工作人员。因为他们广泛使用MECE原则处理客户问题，在面试中，他们也会要求应聘者具有很强的MECE原则使用能力。

## 评论
MECE理论因不能详尽分类而受到批评，因为它既不能辨别出不能分入任何类别的事物（即“多余”），又不能处理在分类之后新加入的事物对分类的影响（即“外来”）。
此外，MECE思想可能过于局限，因为被分成的各个种类之间不一定互斥。例如，在对某个问题的不同答案进行分类的时候，这种局限性就可能显现。虽然有时需要使用MECE原则将答案全部纳入考虑，但强迫这些答案的条件满足MECE的前提可能是不必要的限制。
MECE原则的另一个特点是，它的定义去除了冗余，即不能满足把一种事物分入多个类别的需求。然而，这种需要客观存在。